# 4637 Odorico
4637 Odorico (1989 CT) là một tiểu hành tinh vành đai chính được phát hiện ngày 8 tháng 2 năm 1989 bởi J. M. Baur ở Chions.